# Koskelosaari (ö i Lappland, Östra Lappland, lat 66,64, long 27,61)
Koskelosaari är en ö i Finland. Den ligger i sjön Kemi träsk och i kommunen Kemijärvi i den ekonomiska regionen  Östra Lapplands ekonomiska region  och landskapet Lappland, i den norra delen av landet, 700 km norr om huvudstaden Helsingfors. Öns största längd är 60 meter i sydväst-nordöstlig riktning.